# Naomi Akakpo
Naomi Akakpo (Parigi, 17 dicembre 2000) è una velocista e ostacolista francese di origine togolese.

## Biografia
Dal 2022 gareggia con la maglia della nazionale togolese: in quell'anno, dopo aver segnato il record nazionale del Togo nei 100 metri ostacoli fissandolo a 13"60, prende parte ai campionati mondiali di Eugene, dove conclude la gara dei 100 metri ostacoli con l'eliminazione nelle batterie di qualificazione. Meno di un mese dopo conquista la sua prima medaglia internazionale: l'argento nei 100 metri ostacoli ai Giochi della solidarietà islamica di Konya, in Turchia.
Nel 2023 si classifica quinta nei 100 metri ostacoli ai Giochi della Francofonia di Kinshasa e partecipa per la seconda volta ai campionati del mondo di Budapest, ma anche in questo caso non riesce ad approdare in semifinale.
Ai Giochi panafricani di Accra 2024 si classifica settima nei 100 metri ostacoli e lo stesso anno partecipa ai campionati africani di atletica leggera di Douala, sia nei 100 metri piani, sia nei 100 metri ostacoli, ma in entrambi i casi fermandosi alle batterie di qualificazione.

## Record nazionali

### Togo
- 100 metri ostacoli: 13"60 ( Caen, 26 giugno 2022)

## Progressione

### 60 metri piani
| Stagione | Tempo   | Luogo      | Data       | Rank. Mond. |
| -------- | ------- | ---------- | ---------- | ----------- |
| 2024     | 7"91(i) | Miramas    | 20-18-2024 |             |
| 2023     | 7"82(i) | Miramas    | 28-1-2023  | 2325ª       |
| 2022     | 7"88(i) | Saint-Paul | 17-12-2022 | 3470ª       |

### 100 metri piani
| Stagione | Tempo | Luogo     | Data      | Rank. Mond. |
| -------- | ----- | --------- | --------- | ----------- |
| 2024     | 12"34 | Parigi    | 2-8-2024  |             |
| 2023     | 12"46 | Aubagne   | 18-5-2023 | 5176ª       |
| 2018     | 12"78 | Marsiglia | 25-5-2018 | –           |

### 200 metri piani
| Stagione | Tempo    | Luogo       | Data      | Rank. Mond. |
| -------- | -------- | ----------- | --------- | ----------- |
| 2022     | 25"90(i) | Miramas     | 16-1-2022 | –           |
| 2019     | 26"02    | Montpellier | 11-5-2019 | –           |
| 2018     | 25"98    | Oyonnax     | 23-6-2018 | –           |

### 60 metri ostacoli
| Stagione | Tempo   | Luogo        | Data      | Rank. Mond. |
| -------- | ------- | ------------ | --------- | ----------- |
| 2024     | 8"47(i) | Saint-Brieuc | 2-3-2024  |             |
| 2023     | 8"40(i) | Miramas      | 11-2-2023 | 305ª        |
| 2022     | 8"64(i) | Miramas      | 4-2-2022  | 719ª        |
| 2020     | 8"78(i) | Saint-Brieuc | 8-2-2020  | 964ª        |
| 2019     | 8"89(i) | Lione        | 10-2-2019 | 1270ª       |
| 2018     | 9"33(i) | Montpellier  | 14-1-2018 | –           |

### 100 metri ostacoli
| Stagione | Tempo | Luogo    | Data      | Rank. Mond. |
| -------- | ----- | -------- | --------- | ----------- |
| 2024     | 13"76 | Marsa    | 1-6-2024  |             |
| 2023     | 13"81 | Kinshasa | 1-8-2023  | 705ª        |
| 2022     | 13"60 | Caen     | 16-6-2022 | 413ª        |
| 2021     | 14"20 | Caen     | 3-7-2021  | 1160ª       |
| 2019     | 13"97 | Angers   | 6-7-2019  | 783ª        |
| 2018     | 14"49 | Oyonnax  | 23-6-2018 | 1690ª       |
| 2017     | 15"28 | Tolosa   | 21-5-2017 | –           |

## Palmarès
| Anno | Manifestazione                    | Sede     | Evento      | Risultato   | Prestazione | Note                          |
| ---- | --------------------------------- | -------- | ----------- | ----------- | ----------- | ----------------------------- |
| 2022 | Mondiali                          | Eugene   | 100 m hs    | Batteria    | 13"64       |                               |
| 2022 | Giochi della solidarietà islamica | Konya    | 100 m hs    | Argento     | 13"40       |                               |
| 2023 | Giochi della Francofonia          | Kinshasa | 100 m hs    | 5ª          | 13"81       |                               |
| 2023 | Mondiali                          | Budapest | 100 m hs    | Batteria    | 13"96       |                               |
| 2024 | Giochi panafricani                | Accra    | 100 m hs    | 7ª          | 14"17       |                               |
| 2024 | Campionati africani               | Douala   | 100 m piani | Batteria    | 12"58       |                               |
| 2024 | Campionati africani               | Douala   | 100 m hs    | Batteria    | 14"39       |                               |
| 2024 | Giochi olimpici                   | Parigi   | 100 m piani | Preliminare | 12"34       | Miglior prestazione personale |

## Campionati nazionali
2018
- 11ª ai campionati francesi under 20 di prove multiple, eptathlon - 4450 p.
- In semifinale ai campionati francesi under 20, 100 m ostacoli - 14"74

2019
- Eliminata in batteria ai campionati francesi under 20 indoor, 60 m ostacoli - 8"91
- 11ª ai campionati francesi under 20 di prove multiple, eptathlon - 4655 p.
- 4ª ai campionati francesi under 20, 100 m ostacoli - 13"97
- Eliminata in qualificazione ai campionati francesi under 20, salto in alto - 1,64 m
- Eliminata in batteria ai campionati francesi assoluti, 100 m ostacoli - 14"31

2020
- In semifinale ai campionati francesi under 23 indoor, 60 m ostacoli - 9"19

2021
- In semifinale ai campionati francesi under 23, 100 m ostacoli - 14"43

2022
- 8ª ai campionati francesi under 23 indoor, 60 m ostacoli - 8"65
- Fuori classifica ai campionati francesi assoluti, 100 m ostacoli - 13"60
- Bronzo ai campionati francesi under 23, 100 m ostacoli - 13"61

2023
- In semifinale ai campionati francesi assoluti indoor, 60 m ostacoli - 8"50

2024
- 6ª ai campionati francesi assoluti indoor, 60 m ostacoli - 8"47